# Caipirosca
A caipirosca, também conhecida como caipivodca, é uma bebida alcoólica ou, um coquetel variação da caipirinha.
Na caipirosca, a cachaça é substituída pela vodca, misturada a pedaços de lima espremidos, água e açúcar.
Uma das particularidades da bebida é o acréscimo, em algumas receitas, de suco e polpa de frutas, conferindo variações de cor e sabor.